# Buncrana
Buncrana (en gaélico Bun Cranncha) es un pueblo del Condado de Donegal, en la República de Irlanda. Se encuentra en la península de Inishowen, en la costa del Lough Swilly, al noroeste de Irlanda. Al norte del pueblo está el Neds Point Fort, una antigua batería napoleónica, usada para la defensa del oeste de la isla. Dista tan solo 10 kilómetros de Derry y 43 de Letterkenny. Se lo conoce por la belleza de su entorno.

## Toponimia
El nombre Buncrana procede del gaélico Bun Cranncha que significa "Final del Crana". El Crana es el río que discurre por la población y desemboca en sus cercanías. 

## Historia
Al norte de Buncrana existe un antiguo puente de seis luces que cruza el río Crana en dirección a la torre de O'Doherty, que en 1601 se había descrito como un pequeño castillo de dos plantas, habitado por Conor McGarret O'Doherty. En 1602, Hugh Boy O'Doherty lo amplió como supuesta base militar para ayudar a los españoles que querían desembarcar en Inch.
En 1718 George Vaughan construyó el castillo de Buncrana, que fue uno de los primeros grandes edificios construidos en Inishowen, y cuya piedra se tomó de la torre de O'Doherty. Se construyó en el solar original de Buncrana, por lo que Vaughan desplazó la población a su localización actual, donde fundó la calle principal y levantó el Castle Bridge (Puente del Castillo), una construcción de seis luces y un solo carril. 
Wolfe Tone fue encerrado allí cuando se lo capturó tras la batalla naval británico/francesa que tuvo lugar ante las costas de Donegal, antes de ser enviado a Derry y de allí a Dublín. El castillo es actualmente una vivienda privada. En la entrada hay un monumento en honor de Sir Cair O'Doherty y una placa en memoria de Wolfe Tone.
| Evolución demográfica de Buncrana entre 1821 y 2006                                                  |
| --- |
| |
| Fuente:CSO y Histpop.org. Las cifras posteriores a 1961 indican también los alrededores de Buncrana. |

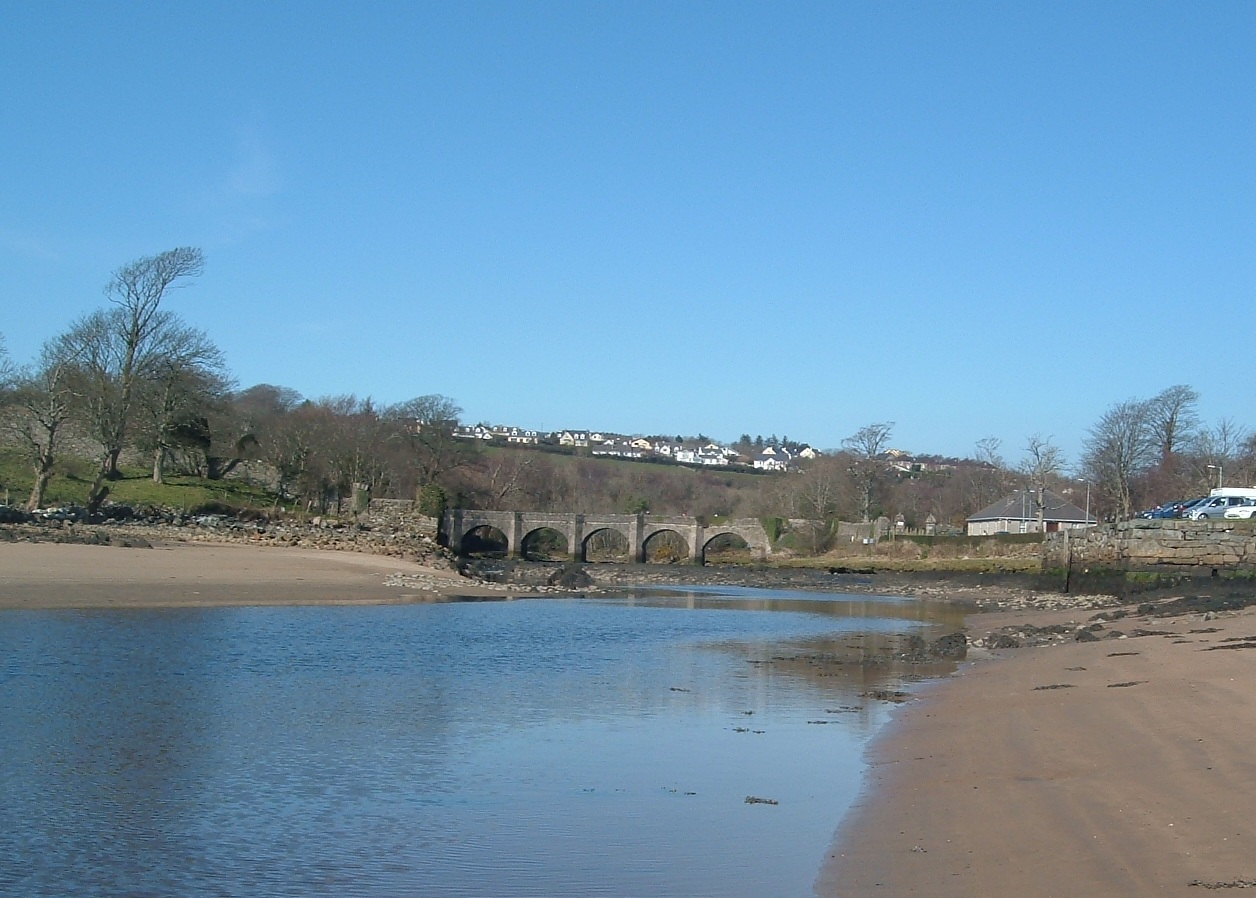
Desembocadura del Crana y Castle Bridge.

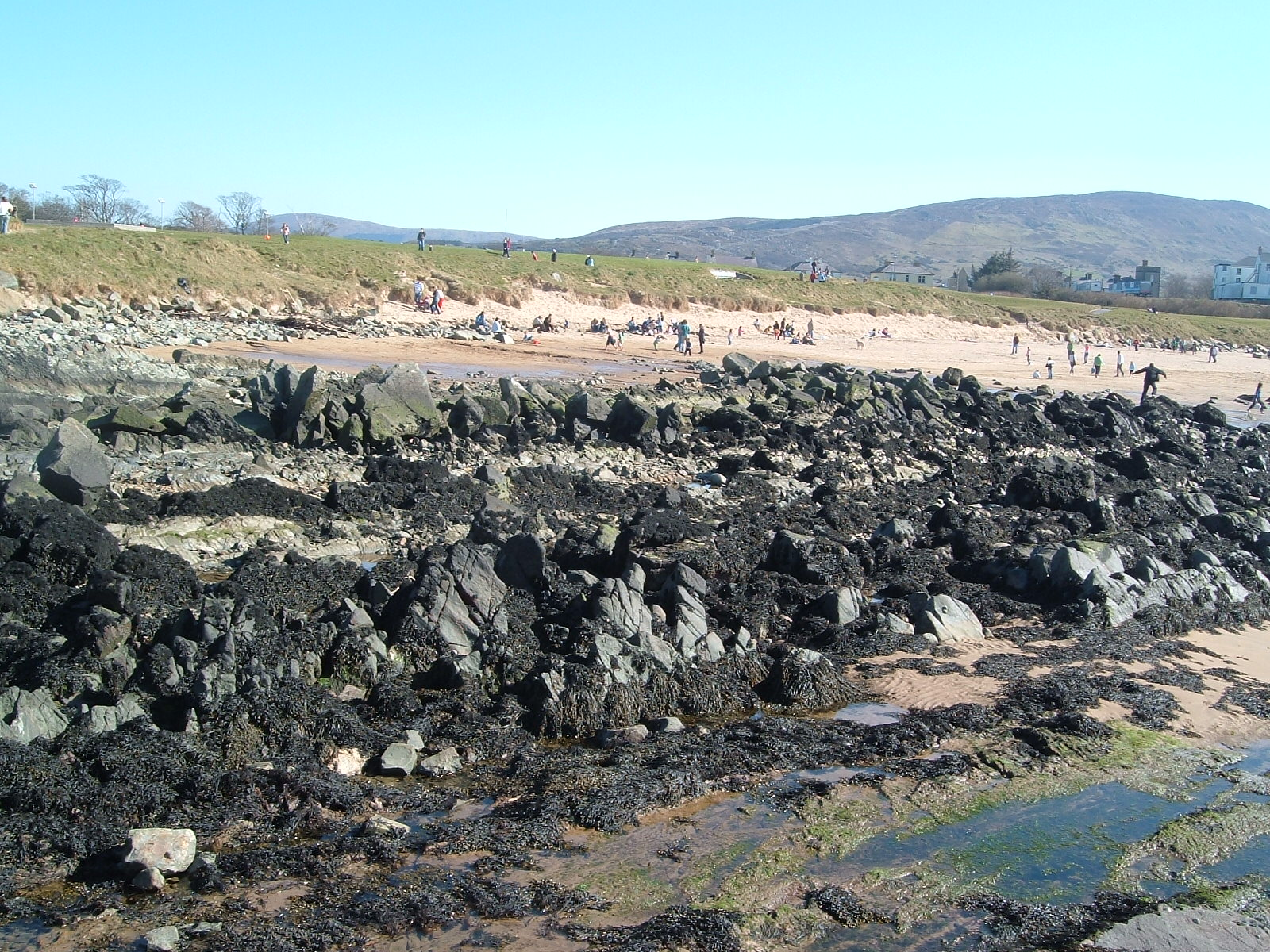
Playa de Buncrana.

Alcanzó una breve fama en 1972, cuando, tras la Operación Motorman, se refugiaron allí gran cantidad de los miembros del IRA Provisional de Derry, así como cuando, en 1991, un lealista de Irlanda del Norte tiroteó al consejero local del Sinn Féin
En el censo de 2002 la población alcanzó los 5.271 habitantes y 1.851 en la zona rural circundante, convirtiéndose, por tanto, en la segunda ciudad por población del Condado de Donegal, y la mayor de la península de Inishowen.

## Clima
| Parámetros climáticos promedio de Cabo Malin (1961-1990) | Parámetros climáticos promedio de Cabo Malin (1961-1990) | Parámetros climáticos promedio de Cabo Malin (1961-1990) | Parámetros climáticos promedio de Cabo Malin (1961-1990) | Parámetros climáticos promedio de Cabo Malin (1961-1990) | Parámetros climáticos promedio de Cabo Malin (1961-1990) | Parámetros climáticos promedio de Cabo Malin (1961-1990) | Parámetros climáticos promedio de Cabo Malin (1961-1990) | Parámetros climáticos promedio de Cabo Malin (1961-1990) | Parámetros climáticos promedio de Cabo Malin (1961-1990) | Parámetros climáticos promedio de Cabo Malin (1961-1990) | Parámetros climáticos promedio de Cabo Malin (1961-1990) | Parámetros climáticos promedio de Cabo Malin (1961-1990) | Parámetros climáticos promedio de Cabo Malin (1961-1990) |
| Mes                                                      | Ene.                                                     | Feb.                                                     | Mar.                                                     | Abr.                                                     | May.                                                     | Jun.                                                     | Jul.                                                     | Ago.                                                     | Sep.                                                     | Oct.                                                     | Nov.                                                     | Dic.                                                     | Anual                                                    |
| -------------------------------------------------------- | -------------------------------------------------------- | -------------------------------------------------------- | -------------------------------------------------------- | -------------------------------------------------------- | -------------------------------------------------------- | -------------------------------------------------------- | -------------------------------------------------------- | -------------------------------------------------------- | -------------------------------------------------------- | -------------------------------------------------------- | -------------------------------------------------------- | -------------------------------------------------------- | -------------------------------------------------------- |
| Temp. máx. media (°C)                                    | 7.6                                                      | 7.5                                                      | 8.7                                                      | 10.3                                                     | 12.7                                                     | 15.0                                                     | 16.2                                                     | 16.6                                                     | 15.3                                                     | 13.0                                                     | 9.8                                                      | 8.4                                                      | 11.8                                                     |
| Temp. mín. media (°C)                                    | 3.2                                                      | 2.9                                                      | 3.7                                                      | 5.0                                                      | 7.1                                                      | 9.6                                                      | 11.4                                                     | 11.4                                                     | 10.1                                                     | 8.3                                                      | 5.2                                                      | 4.2                                                      | 6.8                                                      |
| Precipitación total (mm)                                 | 114.2                                                    | 76.6                                                     | 86.5                                                     | 57.5                                                     | 58.9                                                     | 65.0                                                     | 71.8                                                     | 91.6                                                     | 102.1                                                    | 118.7                                                    | 114.7                                                    | 102.9                                                    | 1060.5                                                   |
| [cita requerida]                                         |                                                          |                                                          |                                                          |                                                          |                                                          |                                                          |                                                          |                                                          |                                                          |                                                          |                                                          |                                                          |                                                          |

## Transporte
La estación de ferrocarril de Buncrana se abrió el 9 de septiembre de 1864. Se cerró al tráfico de pasajeros el 6 de septiembre de 1948 y se cerró definitivamente el 10 de agosto de 1953. La compañía 'Lough Swilly Buses' tiene un servicio de autobuses los 7 días de la semana, con unos 12 autobuses diarios haciendo el recorrido Buncrana-Derry.

## Hermanada
Campbellsville Kentucky.